# Fraccionamiento los Mezquites
Fraccionamiento los Mezquites är en ort i Mexiko.   Den ligger i kommunen Celaya och delstaten Guanajuato, i den centrala delen av landet, 220 km nordväst om huvudstaden Mexico City. Fraccionamiento los Mezquites ligger 1 745 meter över havet och antalet invånare är 858.
Terrängen runt Fraccionamiento los Mezquites är platt åt nordost, men åt sydväst är den kuperad. Runt Fraccionamiento los Mezquites är det tätbefolkat, med 613 invånare per kvadratkilometer. Närmaste större samhälle är Celaya, 7,3 km öster om Fraccionamiento los Mezquites. Omgivningarna runt Fraccionamiento los Mezquites är en mosaik av jordbruksmark och naturlig växtlighet.